# Hospital de Santa Cristina (Soria)
La Encomienda-Hospital de Santa Cristina se encontraba a las afueras de la ciudad de Soria (España), en la Carretera de Ágreda.

## Historia
La Orden de Santa Cristina tuvo sus orígenes en Somport en el siglo XII donde estaba al frente de un hospital de peregrinos, el de Santa Cristina, ubicado en esa localidad. En sus inicios estuvo vinculada con la Orden del Santo Sepulcro de Jerusalén aunque a comienzos del siglo XIII el monasterio adquiere autonomía convirtiéndose en sede de la Orden. LLegó a poseer varias encomiendas y prioratos distribuidos por Bearn, Aragón, Navarra e incluso Castilla (Santa Cristina de Soria)".
El historiador Lorenzo Daillez ha estudiado con detenimiento los documentos relacionados con Soria y señala, por ejemplo, que el 11 de marzo de 1132 el rey donó una heredad real en la Serna de Soria, al otro lado del puente “entre el cementerio que había dado a los hombres de Ausejo y las casas de los leprosos”, privilegio que ratificarían Alfonso VII de Castilla (30-junio-1136) y posteriormente Alfonso VIII (22-diciembre-1173), y se sabe que en septiembre de 1129 ya existía la iglesia de Santa Cristina, por lo que supone Daillez que los Hospitalarios de Santa Cristina debieron acudir pronto a hacerse cargo de la heredad.
La encomienda-hospital de Santa Cristina de Soria, se situó pasando el puente del Duero, al comienzo de la Carretera de Ágreda. Tenía rentas en los lugares de Corto y Calderuela en la provincia de Soria y estaba sujeta al prior de Santa Cristina de Somport que desde 1607, cuando se suprimió el clero regular, residía en la Seo de Zaragoza. A principios del siglo XVI la iglesia se encontraba en ruinas y en 1538 se concedió permiso para desmantelar el edificio y utilizar su sillería para reparar el Puente de Piedra.
La iglesia, como ermita, debió subsistir hasta 1798 y pertenecía a la Diócesis de Tarazona, según recoge Nicolás Rabal. De hecho, hasta finales del siglo XVIII existieron unas ruinas de una antigua iglesia y de un hospital de peregrinos donde se sitúa la antigua fábrica de tintes ubicada entre la carretera de Almajano y la Cuesta de Peñaranda. Fueron vendidas por el obispado de Tarazona al Hospital de Santa Isabel para que instalasen “una fábrica de tintes de todos los colores” con el fin de financiar sus gastos asistenciales. Esta fábrica fue desamortizada y acabó en manos privadas siendo hoy un edificio residencial.